# Lenguas anatolias
Las lenguas anatolias son un grupo de lenguas indoeuropeas extintas que se hablaban durante el primero y segundo milenio a. C. en Asia Menor. De entre ellas, la que presenta mayor número de vestigios es el hitita, el idioma oficial del Imperio hitita, que floreció en el segundo milenio. Los textos en hitita más antiguos datan del siglo XVII a. C. y los más recientes de c. 1200 a. C.
Estas lenguas son conocidas por inscripciones cuneiformes de la península anatólica durante la Edad Bronce, de ahí su nombre. También el idioma luvita se escribió con los jeroglíficos anatolios. Posteriormente, durante la época romana, muchas de estas lenguas desarrollaron los distintivos alfabetos anatolios encontrados en la zona, como el cario, frigio, licio y lidio, entre otros.

## Historia

### Orígenes
La rama anatolia es considerada la división más temprana que sufrió el protoindoeuropeo (PIE), en una etapa denominada Indo-Hitita o «protoindoeuropeo medio», que se encuadraría en la mitad del IV milenio a. C. En el marco de la hipótesis de los kurganes, hay dos posibilidades para explicar cómo los hablantes del grupo anatolio llegaron a Anatolia: desde el norte por el Cáucaso, o desde el oeste por los Balcanes, siendo esta ruta la considerada como más probable por Steiner (1990).
Usualmente se considera que el grupo anatolio fue el primer grupo en escindirse del resto del indoeuropeo común. Incluso el proto-anatolio parece conservar arcaismos que se han perdido en el resto de las lenguas indoeuropeas, por lo que el anatolio es importante para reconstruir la lengua antecesora del «protoindoeuropeo clásico». 
Se ha llegado a proponer que las lenguas egeas de los pueblos del mar e incluso la lengua minoica podrían estar emparentadas con el grupo anatolio, pero la corriente lingüística principal considera que no hay pruebas concluyentes para apoyar esta hipótesis.

### Extinción
El lidio está testimoniado epigráficamente entre el 700 a. C. y el 200 a. C. Fuera de esas fecha posiblemente se usó, aunque no es posible conocer el grado de uso coloquial. La helenización de Anatolia comenzó muy pronto, en el siglo XV a. C. Surgieron desde antiguo colonias griegas en Anatolia como Mileto o Rodas. Una segunda ola de helenización se produjo tras las conquistas de Alejandro Magno. Por la misma época llegaron a Anatolia diversos pueblos, como los gálatas. Se estima que hacia el siglo I a. C. las lenguas anatolias nativas de la zona habían desaparecido o se usaban marginalmente. Esto convirtió al grupo anatolio en el primer grupo indoeuropeo en extinguirse a causa del surgimiento de otras ramas de la misma familia etnolingüística.

## Descripción lingüística
La morfología hitita es menos compleja que la de otras lenguas indoeuropeas antiguas, lo que significa que o bien algunas características indoeuropeas desaparecieron en el hitita, o bien las otras lenguas innovaron en estos aspectos. Contiene numerosos arcaísmos de gran importancia para la comprensión de la evolución de las lenguas indoeuropeas.
Tras ser descifradas en el siglo XX, las lenguas anatolias permitieron validar ciertas hipótesis relativas a la evolución del protoindoeuropeo formuladas por los lingüistas de finales del siglo XIX, en particular el análisis estructural propuesto por Ferdinand de Saussure:
- Todas las lenguas indoeuropeas hasta entonces conocidas tenían tres géneros: masculino, femenino y neutro. Los especialistas estimaban que se trataba de una derivación de un sistema más antiguo en el que funcionaba una distinción entre lo animado y lo inanimado. El descubrimiento del hitita-nesita confirmó esta hipótesis: esta lengua conservó el viejo sistema. Existe, en efecto, en las lenguas anatolias el genus commune (animados) y el genus neutrum (inanimados);
- Como las raíces indoeuropeas estaban normalmente constituidas sobre unas consonantes alrededor de las que articulaban una o varias vocales alternantes (a la manera de las raíces semíticas), una hipótesis consideraba que cada raíz debía comenzar por una consonante, cosa que no ocurre, a menos que supongamos la existencia de una consonante inicial que habría enmudecido en todas las lenguas. Suponer su existencia permitía poner las bases de un sistema más coherente. Tras el desciframiento del hitita, se dieron cuenta de que, justamente, esta lengua había conservado dicha consonante. El sistema supuesto se veía entonces confirmado. Por ejemplo, podemos comparar el hitita hawi- (con laringal inicial) con el latín ovi-s: los dos significan "oveja";
- De manera similar, las lenguas indoeuropeas conocen alternancias vocálicas muy frecuentes que, tal y como adivinara Saussure, provienen, de hecho, del enmudecimiento de una laringal, que puede colorear una vocal en contacto y hacerle experimentar un alargamiento compensatorio. Este fenómeno, llamado teoría de las laringales, se ha atestiguado en varias ocasiones, gracias al descubrimiento de las lenguas anatolias. Cabe resaltar que Saussure tuvo la intuición de estas laringales (sin llegar a la conclusión de que se trataba de consonantes), a las que llamó coeficiente sonántico. Más tarde, inspirándose en gran manera en el funcionamiento de las lenguas semíticas, se denominaron  schwa (término propio de la gramática del hebreo). Hoy el término laringal es el más frecuente.

Además de estas características arcaicas, las lenguas anatolias poseen igualmente un cierto número de trazos evolucionados. En particular, el número de casos de su declinación es de cinco, mientras que el protoindoeuropeo se reconstruye tradicionalmente con ocho. La reduplicacón de monemas es otro de los trazos distintivos de estas lenguas.
Por otra parte, la asociación tradicional de lenguas centum con el grupo occidental y de las satem con el oriental dejó de tener sentido con el descubrimiento de las lenguas anatolias (y del tocario). Esta familia no puede clasificarse como centum o satem, pues contiene ambas características. Como ejemplos:
- centum: griego kéras <  protoindoeuropeo (PIE)*kerw- > hitita karawar, "cuerno"
- satem: sánscrito sruva < PIE *kerw- > luvita jeroglífico zurni, "cuerno"
- satem: latín equus, sánscrito as'vas < PIE *ekwos > luwita azuwa- > licio esbe, "caballo"

### Comparación léxica
¹ = Apelativo cariñoso.

## Clasificación

### Clasificación cronológica

Imperio hitita, en rojo, hacia el siglo XIV a. C.

Las lenguas anatolias se hablaron durante un dilatado período, por lo que es común agruparlas en lenguas antiguas y lenguas tardías:
- Lenguas anatolias antiguas:
  - Hitita o Nesita (nesili o nesumnili), hablada al menos entre 1900 y 1100 a. C., era la lengua usada en el Imperio hitita.
  - Luvita o Luvio (luwili), pariente cercano del hitita, era hablado en regiones limítrofes, algunas veces bajo control hitita 
    - Luvita cuneiforme, escrito en glosas y pasajes cortos en textos hititas escritos usando escritura cuneiforme
    - Luvita jeroglífico, escrito en jeroglíficos anatolios en sellos e inscripciones pétreas

  - Palaico o Palaíta (palaumnili), hablado en la zona norte del centro de Anatolia, extinguido sobre el siglo XIII a. C. Se conocen únicamente fragmentos de oraciones anotadas en textos hititas
- Lenguas anatolias tardías:
  - Cario, hablado en Caria, extinguido en el siglo III a. C. Se conoce gracias a pintadas de mercenarios carios en Egipto fechadas en el siglo VII a. C.
  - Licio o Licio A, hablado en Licia en la Edad del Hierro, es descendiente del luvio, extinguido probablemente en el siglo I a. C. Se conocen pocos fragmentos
  - Milio o Licio B, es un dialecto poco documentado de licio, testimoniado por una sola inscripción.
  - Lidio, hablado en Lidia, extinguido en el siglo I a. C. Se conocen pocos fragmentos.
  - Pisidio (Lakuna).
  - Sidético, hablada en Side (costa de Panfilia). Hay testimonios desde el siglo V al siglo II a. C.
- Lenguas posiblemente anatolias pero no clasificadas por falta de evidencia:
  - Capadocio, lengua que sobrevivió hasta el VI, mencionada por Estrabón y Basilio de Cesarea, que explicitan que era una lengua diferente del griego.
  - Isaurio, lengua hablada durante el VI algunos nombres propios parecen relacionados con lenguas luvitas.
  - Kaláshmico, una antiguoa lengua de la Edad de Bronce, fue encontrado en 2023, en una tablilla parcialmente escrita en hittia que reproducía un fragmento en kaláshmico.
  - Licaonio, lengua hablada en el I, mencionada en los Hechos de los apóstoles.
  - Misio, lengua hablada en el siglo I a. C., Estrabón percibe similariedades con el lidio y el frigio, por lo que parece que se trata de una lengua indoeuropea, aunque es inseguro que sea una lengua anatolia.

### Clasificación interna
Se presentan dos grandes grupos, el hitita y el luvita:
- Proto-Anatolio
  - Hitita
  - Anatolio meridional
    - Lidio
    - Palaico
    - Grupo luvio-licio
      - Proto-Licio
        - Licio
        - Milio

      - Proto-Luvio
        - Luvio cuneiforme
        - Luvio jeroglífico

      - Cario

Debido a los pocos testimonios escritos, es imposible aún clasificar las lenguas sidética, pisidio y kalásmica. Se cree que la lengua sidética pudo haber sido un dialecto de frontera del lidio, licio y cario. El pisidio se cree emparentado con el licio y el sidético, y posee similitudes con el frigio. El kalasma es de reciente descubrimiento y por tanto faltan datos por comprobar. 
Probablemente haya otras lenguas de la familia que no dejaron testimonio escrito, como las lenguas de Misia (misio), Capadocia (antiguo capadocio), Isauria (isaurio), Tocaria y Paflagonia.